# دونالد دبليو. فوكس
دونالد دبليو. فوكس (بالإنجليزية: Donald W. Fox)‏ هو سياسي أمريكي، ولد في 28 مايو 1922 في الولايات المتحدة. حزبياً، نشط في الحزب الجمهوري. وقد انتخب عضو مجلس نواب بنسيلفانيا.